# Anton Alojzij Wolf
Anton Alojzij Wolf, slovenski rimskokatoliški škof, * 14. junij 1782, Idrija, † 7. februar 1859, Ljubljana.

## Življenjepis
Rodil se je očetu Gašperju Wolfu, rudarskemu nadzorniku in materi Kristini Kahl. Wolf je teologijo študiral v Ljubljani in bil leta 1804 posvečen. Sprva je bil katehet v Ljubljani in Idriji. Leta 1807 je v Ljubljani postal ravnatelj škofijske pisarne, 1814 stolni kanonik, 1815 višji nadzornik ljubljanskih šol, 1816 duhovni referent za šolo pri tržaškem guberniju (lat. gubernium = deželna vlada). Leta 1824 je bil imenovan za ljubljanskega škofa.
V času njegovega vodenja so bile k ljubljanski škofiji priključene dekanije Ilirska Bistrica, Postojna, Vipava in župnija Motnik, tako da so meje  škofije v celoti ujemale z deželnimi mejami Kranjske.
Škof Wolf je organiziral in financiral nov prevod svetega pisma (1856 - 1863). Vodstvo je poveril knjižničarju semeniške knjižnice Juriju Volcu, ki so mu pomagali še Andrej Čebašek, Andrej Gollmayer, Luka Jeran, Franc Serafin Metelko, Matevž Ravnikar, Anton Lesar, Jurij Grabner, Peter Hicinger, Matija Hočevar, Josip Marn, Anton Mežnarc, Anton Pintar, Andrej Zamejic, Valentin Orožen in Felicijan Globočnik.
V svoji zapuščini je namenil tudi potrebna sredstva za izdelavo in objavo Nemško-slovenskega (Matej Cigale, 1860) in Slovensko-nemškega slovarja (Maks Pleteršnik, 1894–1895).
Po njem so leta 1892 poimenovali ulico v središču Ljubljane.